# Hertonäs gård
Hertonäs gård (finska: Herttoniemen kartano) en herrgårdsbyggnad som ligger i stadsdelen Hertonäs i Helsingfors. På gårdens område finns ett herrgårds- och ett allmogemuseum.

## Historia
Hertonäs gård är en egendom som bildades när flera ägor i Hertonäs by slogs ihop. På 1500-talet bestod Hertonäs by av fyra frälsesäterier. Majoriteten av de hemman som låg i Hertonäs by hade sedan medeltiden ägts av släkten Jägerhorn. På 1700 förenades de fyra frälsesäterierna med Båtsvik säteri och bildade en gård som omfattade cirka 800 hektar.
Från början av 1700-talet till år 1746 ägdes godset av släkten Wetter. År 1752 köpte greve Augustin Ehrensvärd, som planerade av befästningen på Sveaborg, Hertonäs gård. Han anlade ett tegelbruk på Tammelund för att tillverka tegel för byggandet av Sveaborg. Tio år senare grundade Ehrensvärd tillsammans med bland andra affärsmannen Johan Sederholm också ett porslinsbruk på Hertonäs. År 1761 köpte Bengt von Spången, som var officer på Sveaborg, gården av släkten Ehrensvärd. Han lät grunda en fajansfabrik.

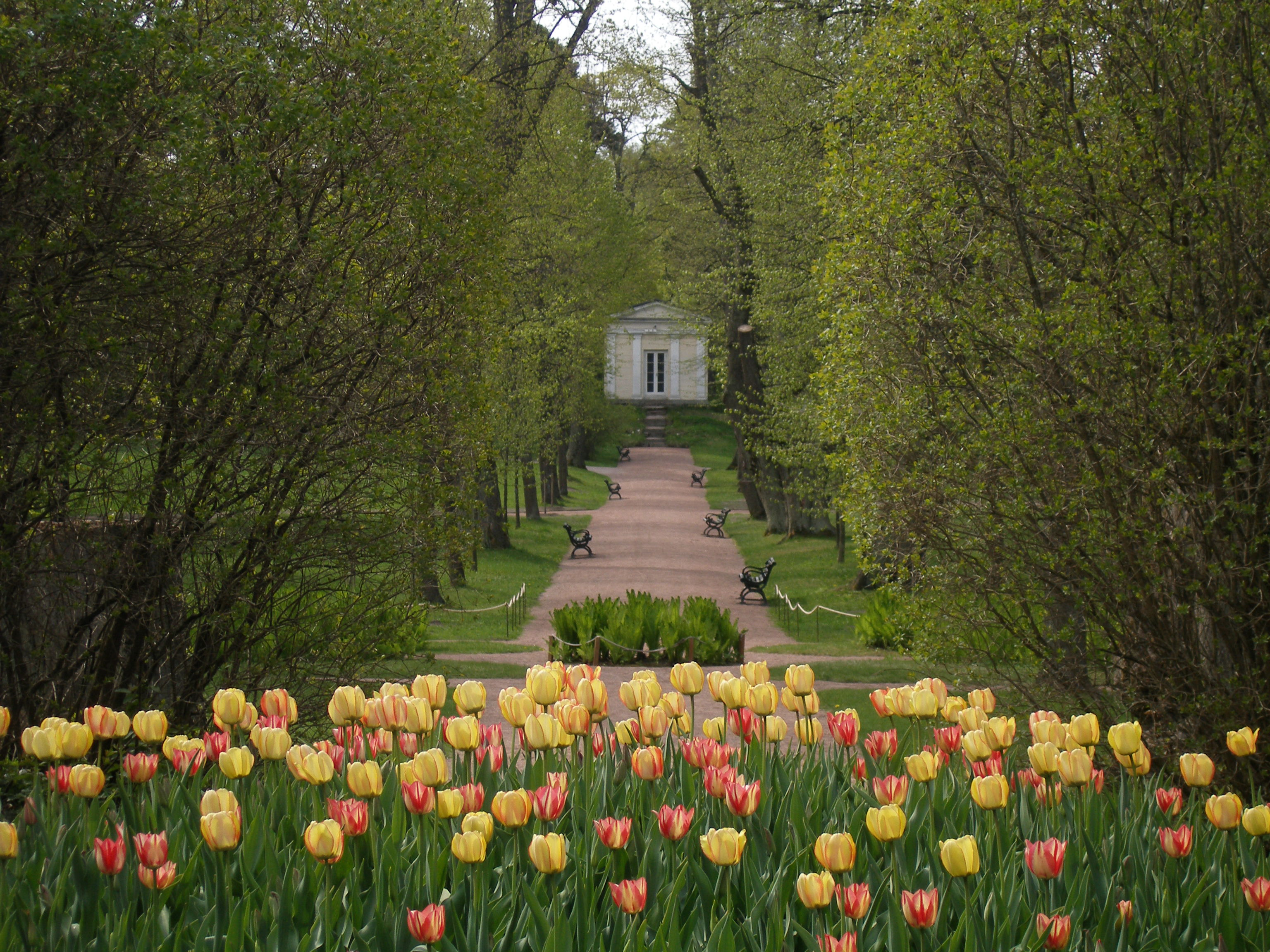
Park som tillhör Hertonäs gård.

År 1777 sålde von Spången gården till affärsmannen Johan Sederholm, som var delägare i porslinsbruket. Vid den tiden omfattade gården ca 1000 hektar. Sederholm hade inlett sin karriär som bodbiträde, men avancerat genom att leverera varor och byggmaterial till fästningsbygget på Sveaborg och skaffat sig en stor förmögenhet. 
Sederholm lånade pengar till kronan och kungen gav honom undantagstillstånd att äga herrgårdar, trots att handlaren hade borgarbakgrund. Sederholm ägde också Bocksbacka gård, Kottby gård, Gumtäkt gård och Håkansböle gård. Sederholm var gift två gånger och fick 12 barn. År 1792 sålde han Hertonäs gård till en av sina svärsöner, Johan Gustaf Olander. Redan följande år sålde Olander gården vidare till viceamiral Carl Olof Cronstedt. 
Cronstedt ägde gården i omgångar, åren 1793–99 och 1813 fram till sin död 1820. På 1810-talet lät Carl Olof Cronstedt bygga om porslinsbruket till en huvudbyggnad i nyklassicistisk stil, enligt arkitekten Pehr Granstedts ritningar. Huset fick ytterligare en våning och ett lågt sadeltak. På långsidornas mittparti byggdes två grova pilastrar och byggnaden fick en tympanon med ett halvcirkelformat fönster. På 1880-talet byggdes en balkong på norra sidan och en altan med pelare på byggnadens södra sida. I samma veva byggdes ett smalt trapphus i den västra gaveln.

År 1859 sålde Cronstedts ättlingar gården till landskamreren i Uleåborgs län, Carl Gustaf Bergbom. Han hann endast bo några år på gården innan han dog 1861. Hans ättlingar avyttrade merparten av gårdens marker 1916. Efter den sista godsägarens John Bergboms död år 1917 donerades gårdscentrum med huvudbyggnad och park till föreningen Svenska Odlingens Vänner i Helsinge kommun. Hertonäs gård har varit museum sedan 1925.

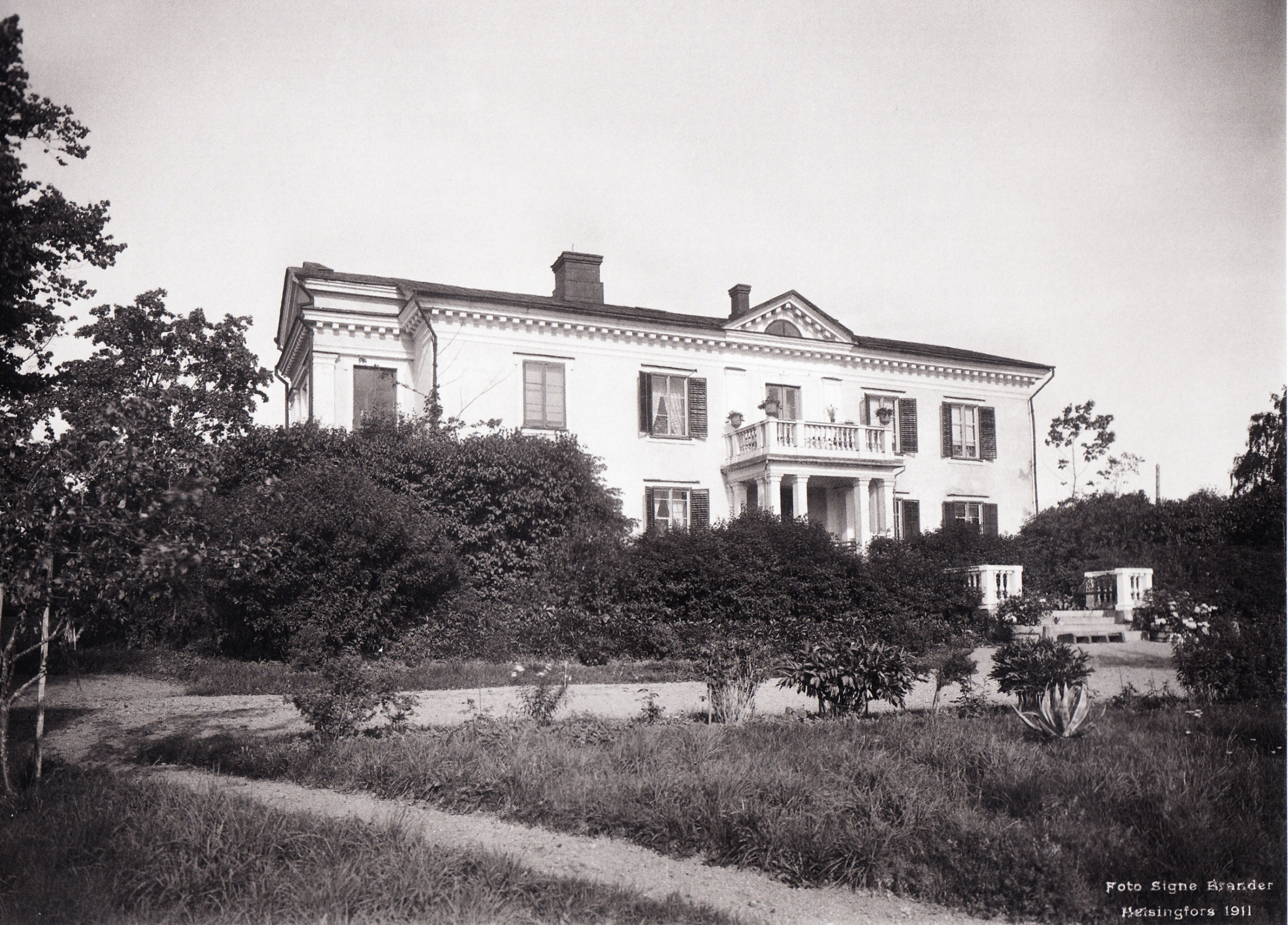
Hertonäs gård år 1911.
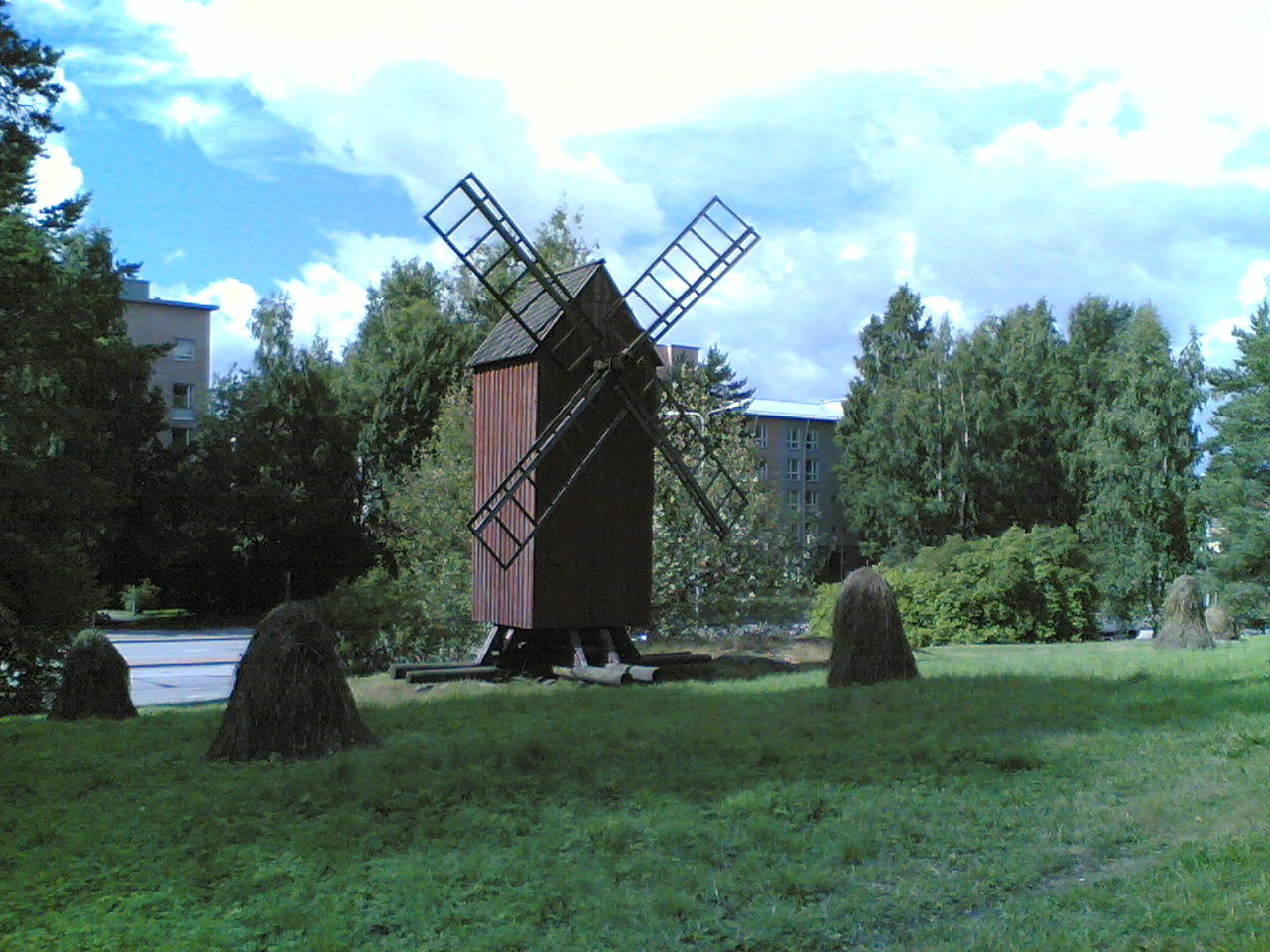
Den gamla kvarnen vid Hertonäs gård.
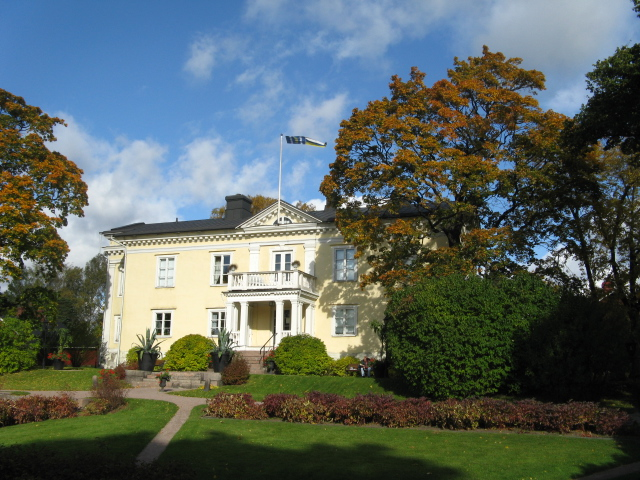
Huvudbyggnaden
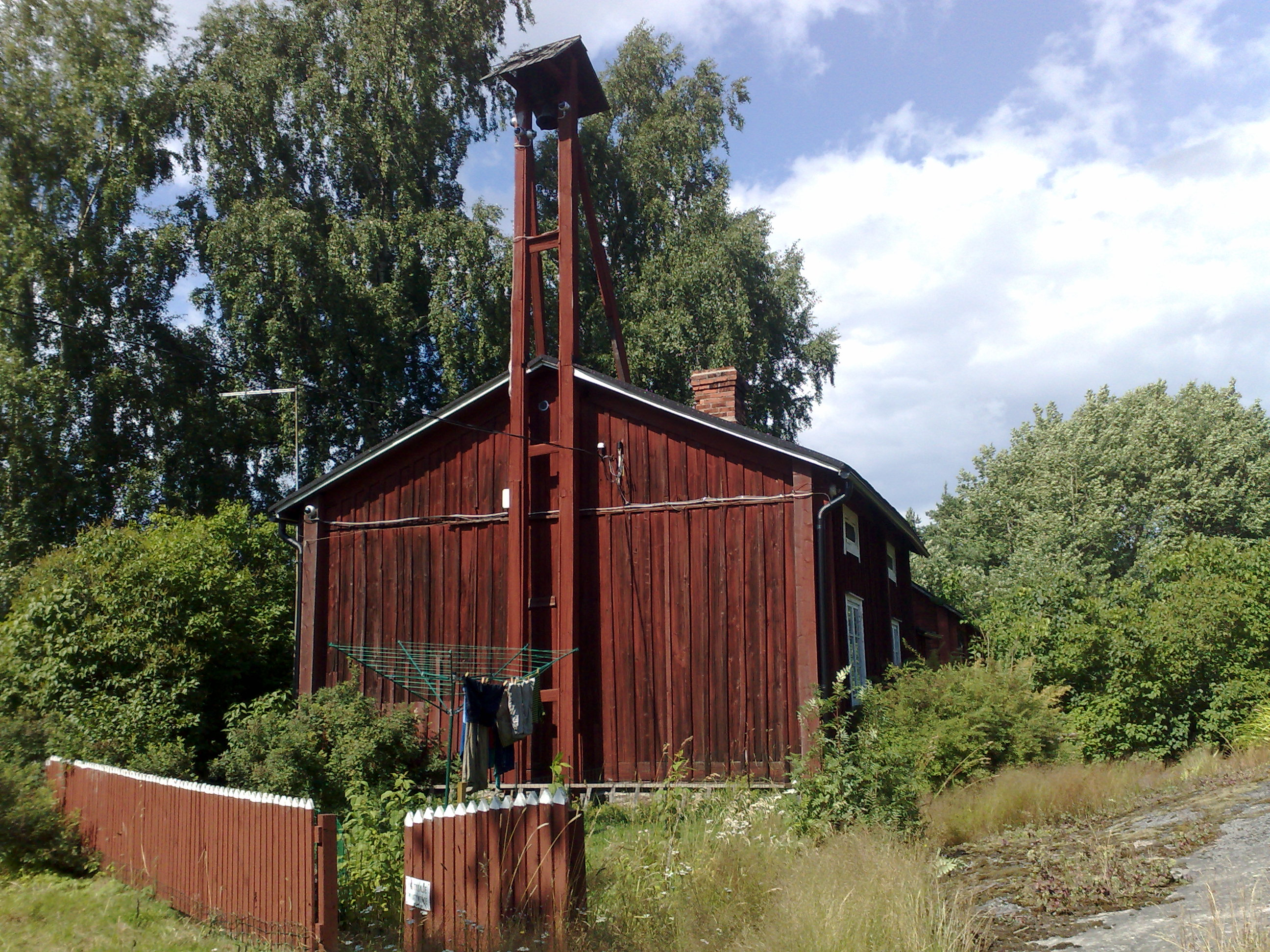
Gårdsbyggnad vid Hertonäs gård.
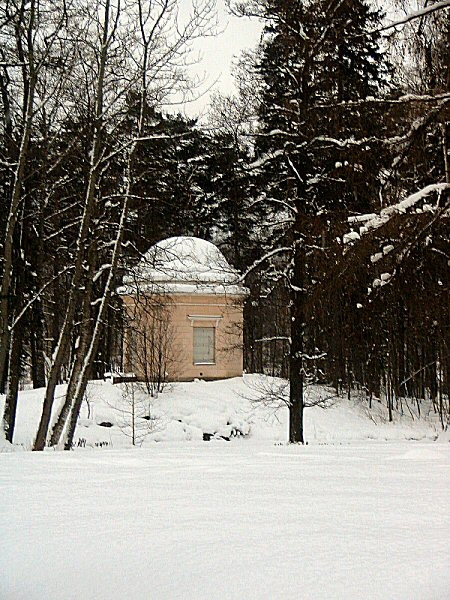
Lusthus som ritats av Carl Ludwig Engel.